# Szeredy Krisztina
Szeredy (Sztredová)  Krisztina (Érsekújvár, 1979. június 10.) énekművész, szoprán operaénekes.

## Pályája
1985 és 1993 között az Érsekújvári Zeneiskolában tanult ének és zongora szakon, 2000 és 2005 között a budapesti Liszt Ferenc Zeneművészeti Egyetem énekművész szakán tanult, itt diplomázott 2005-ben.
1998-tól 2000-ig a Budapesti Operettszínház tagja volt, 2001 és 2003 között a debreceni Csokonai Nemzeti Színház foglalkoztatta.
Két egymást követő évben vendégszerepelt a londoni Covent Garden iskolájában. Ezek után két éven keresztül az USA-ban és Kanadában koncertezett.
Jelenleg Ausztriában, Németországban, Belgiumban, Kanadában és Amerikában lép fel, de emellett tagja a debreceni Csokonai  Nemzeti Színháznak, a budapesti Turay Ida Színháznak és a kassai Thália Színháznak is.

## Szerepei
A Színházi adattárban regisztrált bemutatóinak száma: 2..
- Puccini: Bohémélet - Musette
- Weber: Bűvös vadász - Annuska
- Humperdinck: Jancsi és Juliska - Jancsi, Juliska
- Dvořák: Rusalka - Rusalka
- Mozart: Figaro házassága - Susanna
- Mozart: Don Giovanni - Donna Anna, Zerlina
- ifj. Johann Strauss: Egy éj Velencében - Annina
- Kálmán Imre: Marica grófnő (címszerep)

## Kitüntetések
Magyar Ezüst Érdemkereszt (2016)